# Richard Rolle
Richard Rolle di Hampole (1290/1300 – 1349) è stato un religioso e scrittore britannico.
Tradusse la Bibbia e fu eremita. Viene chiamato di Hampole perché lì visse dopo alcuni anni di vagabondaggio.

## Biografia
Crebbe a Pickering, nel North Yorkshire, e studiò all'Università di Oxford, aiutato da Thomas de Neville. Lasciò l'università a 18 o 19 anni. Tornò a Pickering e poi fu accolto dalla parrocchia di Ainderby. È venerato come santo dalla Chiesa anglicana, che lo ricorda il 20 gennaio, ma non fu mai canonizzato da quella cattolica.
Scrisse sia in latino che in inglese. Gli vennero attribuiti molti testi, la maggior parte dei quali sono dei lavori devozionali molto emotivi e pessimistici, ma non si sa esattamente quali siano stati effettivamente scritti da lui. Molti vennero stampati nel cinquecento da Wynkyn de Worde.